# 布盧傑 (加利福尼亞州)
布盧傑（英語：Blue Jay）是位於美國加利福尼亞州聖貝納迪諾縣的一個非建制地區。該地的面積和人口皆未知。

## 地理
布盧傑的座標為34°14′46″N 117°12′32″W / 34.24611°N 117.20889°W，而該地的平均海拔高度為1586米（即5203英尺）。